# The Ballad of High Noon
"The Ballad of High Noon" is een countrynummer uit 1952 geschreven door Dmitri Tjomkin, met tekst van Ned Washington. Het nummer staat beter bekend onder de naam "High Noon" en de openingszin "Do Not Forsake Me, Oh My Darlin'".
Het lied is geschreven voor de Oscarwinnende Western High Noon uit hetzelfde jaar. De melodie is meermalen in de film te horen. Bij de aftiteling van de film wordt het nummer gezongen door de populaire countryzanger en acteur Tex Ritter. Het nummer won de Oscar voor Best Original Song, een van de vier Oscars die de film in de wacht wist te slepen.
De filmopname met Tex Ritter wist in de Verenigde Staten de twaalfde plek in de hitlijst te bemachtigden. Hetzelfde jaar werd het nummer gecoverd door Frankie Laine, die er zowel in de VS als het Verenigd Koninkrijk een top-10 hit mee haalde. Andere artiesten die het nummer opgenomen hebben zijn Eddie Fisher (1955), Jimmie Rodgers (1959), Johnny Bond (1961), Connie Francis (1961), The Sons of the Pioniers (1962), Faron Young (1963) en Walter Brennan (1964), en in Nederland Joop de Knegt (1952).

## NPO Radio 2 Top 2000
| Nummer met noteringen in de NPO Radio 2 Top 2000 | '99  | '00 | '01  | '02 | '03  |
| ------------------------------------------------ | ---- | --- | ---- | --- | ---- |
| The Ballad of High Noon                          | 1403 | -   | 1975 | -   | 1909 |

1. ↑  Een '-' betekent dat het nummer niet was genoteerd en een vetgedrukt getal geeft de hoogste notering aan.
2. ↑  Deze tabel is bijgewerkt tot en met de laatste editie (2024).